# Circuit international de Zhuhai
À ne pas confondre avec le Circuit urbain de Zhuhai, circuit temporaire non-utilisé depuis 1995.
Le Circuit international de Zhūhǎi (en chinois simplifié : 珠海国际赛车场, pinyin : Zhūhǎi guójì sàichēchǎng) est un circuit de sports mécaniques situé à Jin Ding, Zhūhǎi, dans la province du Guangdong en Chine.

## Historique
Ouvert en 1996, il est le premier circuit permanent construit en Chine. Il est situé dans une province très liée au développement de l'industrie automobile chinoise et à proximité de Macao (澳门，àomén ).
S'y sont déroulées différentes compétitions internationales, dont :
- Le BPR GT Global Endurance Series en 1996.
- Le Championnat FIA GT en 1997, 1999, 2004 et 2005. Et, les 24 et 25 mars 2007, la manche d’ouverture du championnat.
- En 2007, ce circuit a accueilli l'A1 Grand Prix pour la première fois dans l'histoire de la série
- Il n'a pas été autorisé, comme prévu, à accueillir une manche du championnat des États-Unis d’Amérique, Champ Car World Series, le 20 mai.
- Premier site en Chine à accueillir l'Intercontinental Le Mans Cup, le 7 novembre 2010, avec les 1 000 kilomètres de Zhuhai 2010.
- En 2016 il accueille la manche d'ouverture de l'Asian Le Mans Series.

## Palmarès

### Championnat FIA GT
| Année | Pilotes                                  | Voiture                |
| ----- | ---------------------------------------- | ---------------------- |
| 1999  | Olivier Beretta Karl Wendlinger          | Chrysler Viper         |
| 2004  | Andrea Bertolini Mika Salo               | Maserati MC12          |
| 2005  | Bert Longin Anthony Kumpen Mike Hezemans | Chevrolet Corvette     |
| 2007  | Christophe Bouchut Stefan Mücke          | Lamborghini Murciélago |

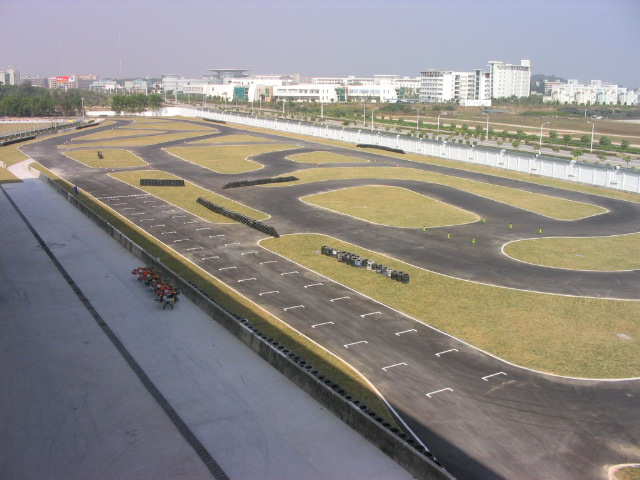
Le tracé du circuit de karting.
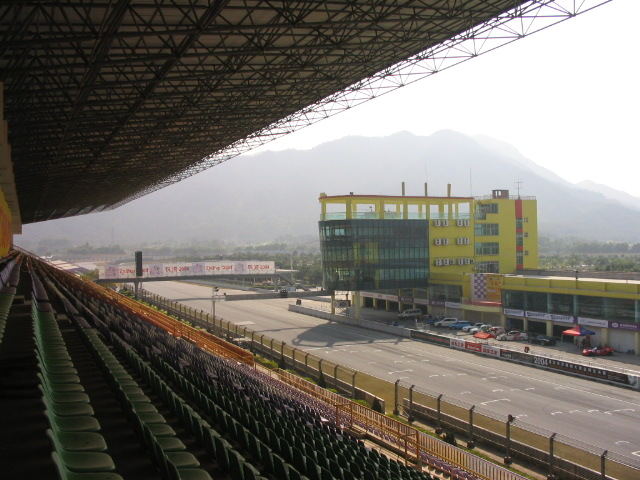
Les bureaux et la voie des stands.
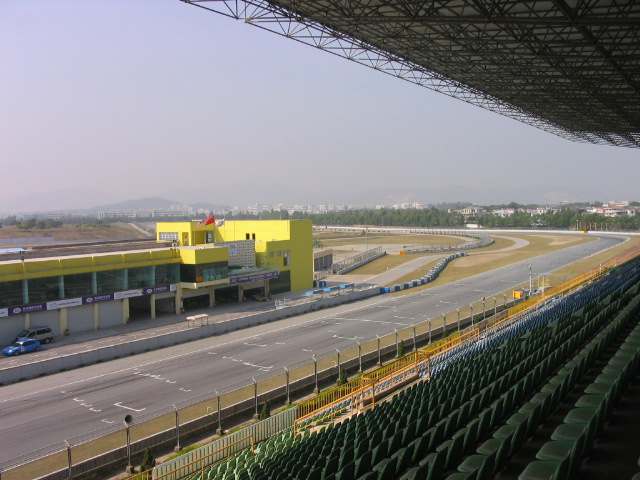
L'entrée de la voie des stands.